# 川上村 (熊本県)
川上村（かわかみむら）は、熊本県の北部に位置していた村。

## 地理
- 河川：坪井川

## 歴史
- 1874年 - 以下の町村が成立。
  - 御馬下村、長峰村、上野村、馬出村が合併し四方寄村が成立
  - 楠原村、楠古閑村が合併し楠野村が成立
  - 井上村、津留村、立石村、尾当村、前原村が合併し改寄村が成立
  - 鹿子木村、中尾村が合併し鹿子木村が成立
  - 糸山村、原口村が合併し明徳村が成立
- 1889年4月1日 - 町村制施行により四方寄村、楠野村、改寄村、鹿子木村、明徳村、飛田村、鶴羽田村、梶尾村、西梶尾村、小糸山村、大鳥居村が合併し発足。
- 1955年7月1日 - 西里村と新設合併し、北部村発足。

## 学校
- 川上村立川上小学校